# Chugai Pharmaceutical Co.
Chugai Pharmaceutical Co., Ltd. (яп. 中外 製 薬 株式会社  Chūgai Seiyaku: кабусики-гайся) — японская фармацевтическая компания. Это дочерняя компания, контролируемая Hoffmann-La Roche, которой по состоянию на 30 июня 2014 года принадлежало 62% акции компании. Головной офис компании находится в Токио.
Осаму Нагаяма – нынешний представитель директора и председатель. Тацуро Косака – нынешний представитель директора, президент и генеральный директор.

## История

### Хронология
Эта хронология важных событий Chugai Pharmaceutical.
- 1925: Джузо Уэно основал Chugai Shinyaku Co. Ltd. и начал импортировать и продавать лекарства[3].
- 1927: Начало первого собственного производства.
- 1930: Выпуск салоброканона, болеутоляющего и жаропонижающего средства.
- 1937: Начало производства бромида кальция.
- 1943: Фирма сменило название на Chugai Pharmaceutical Ltd., которая базировалась в Токио[4][5].
- 1944: Приобретение Matsunaga Pharmaceutical Ltd. и строительство завода в Мацунаге[4].
- 1945: Штаб-квартира, фабрики в Икебукуро, Сакаи и Такада были разрушены во время Второй мировой войны, штаб-квартира была перенесена в Такада, впоследствии фабрика в Такада была восстановлена.
- 1946: Строительство завода в Камаиси.
- 1951: Выпуск препарата Гуронсан для детоксикации и восстановления функции печени.
- 1952: Выпуск инсектицида «Varsan»[6].
- 1955: Chugai становится публичной компанией[7].
- 1956: Акции компании котируются на Токийской фондовой бирже.
- 1957: Строительство завода Ukima.
- 1960: Основание исследовательского центра (Исследовательская лаборатория Такада, Токио).
- 1967: Основание Fukushima Kasai Co Ltd.
- 1961: Разработаны патенты на синтез Витамина А.
- 1969: После слияния компаний Fukushima Kasai Co Ltd. и Fukuma Kasau Co. Ltd. название Fukushima Kasai Co Ltd. изменено на Eiko Kasei Co Ltd.
- 1971: Строительство завода в Фудзиэда.
- 1975: Выпуск противоракового препарата «Picibanil»[8].
- 1982: Открытие филиала в Нью-Йорке.
- 1986: Открытие филиала в Лондоне.
- 1989: Приобретение Gen-Probe Incorporated (США).
- 1990: Запуск выпуска лекарства «Эпогина» (для лечения анемии, связанной с хронической почечной недостаточностью).
- 1996: Выпуск противовирусного химиотерапевтического средства Hivid (ингибитор обратной транскриптазы ВИЧ).
- 1997: Выпуск ингибитора протеазы ВИЧ Саквинавир.
- 1999: Выпущен иммунодепрессант «Селлсепт».
- 2000: Выпущен противорвотный препарат «Китрил», разработанный для борьбы с побочными эффектами химиотерапии
- 2001: Производство противогриппозного вируса Тамифлю («Roche»).
- 2002: Начало сотрудничества с «Roche».
- 2003: Выпуск противоракового препарата «Xeloda».
- 2011: Производство Actemra.
- 2014: Запуск Cadcyla, лекарства от рака, основание Chugai Pharma China Co Ltd.
- 2015: В марте компания объявила о совместном коммерциализации терапии стволовыми клетками Athersys для лечения ишемического инсульта в Японии. Сделка может принести более $205 миллионов[9].
- 2016: Сотрудничество между Университетом Осаки и Chugai[10].
- 2018: Запуск противоракового препарата «Tecentriq».
- 2020:  Управление по санитарному надзору за качеством пищевых продуктов и медикаментов США (FDA) одобрило Satralizumab (Enspryng) для лечения орфанного заболевания оптического нейромиелита[11].